# أسل تشياباسي
أسل تشياباسي (الاسم العلمي: Juncus chiapasensis) نوع نباتي يتبع جنس الأسل وينتمي إلى الفصيلة الأسلية.